# F. Nagy Angéla
F. Nagy Angéla, született Nagy Angéla (Budapest, 1928. június 9. – 2017. november 22.) [[Aranytoll] díjas magyar újságíró, gasztronómiai szakíró, 1997-ben életművéért a Magyar Köztársasági Arany Érdemkeresztjével tüntették ki. Írói neve 1955 és 1959 között Ö. Nagy Angéla volt.

## Életútja
1934 és 1946 között az Angolkisasszonyok Elemi Iskolájába járt, majd a Sancta Maria Gimnáziumban érettségizett. A József Nádor Műszaki és Gazdaságtudományi Egyetem Közgazdaságtudományi Karán egy évet, az ELTE BTK művészettörténet szakán félévet hallgatott.
1955 és 1959 között a Magyar Nemzet háztartási rovatának vezetője, majd 1959 és 1977 között az Újítók Lapjának a munkatársa volt. Közben 1962 és 1965 között a Medicina Könyvkiadónál lektorként és szerkesztőként dolgozott, illetve 1965 és 1990 között a Nők Lapja receptrovatának vezetője lett. 1977 és 1980 között a Vendéglátás olvasószerkesztőjeként tevékenykedett. 1980 és 1994 között a Magyar Konyha főszerkesztő-helyettese, majd főszerkesztője volt. 1960-tól a MÚOSZ tagja volt. Számos receptkönyvet fordított angolból.

## Családja
Édesapja, Nagy István (2010-ben posztumusz a Világ Igaza kitüntetettje) egy hatgyermekes alcsúti parasztcsaládból származott. Fiatalon az Első Magyar Betűöntődében kezdett dolgozni könyvelőként, melynek később az igazgatója lett, mely posztot a II. világháború után is megtarthatta. Édesanyja, Váradi Oláh Angéla általános iskolai tanító, egy elszegényedett arisztokrata családból származott. 
Első férje Örkény István író volt, akivel 1948-ban kötött házasságot, mely 1959-ig tartott. Második férje dr. Fekete György farmakológus lett, akivel 1959-ben kötött házasságot és 1977-ben váltak el.
Első házasságából született gyermekei Örkény Angéla (1949–2024) a Magyar Televízió vágója, és Örkény Antal (1954–) szociológus. Második házasságából született Megyeri (Fekete) Orsolya (1963–). 

## Művei
- Egészséges élet – egészséges konyha; Medicina, Bp., 1963
- Szakácskönyv (1967, 1972, Horváth Ilona szakácskönyvének teljes körű modernizálása)
- Ínyenc falatok. Alufóliás ételreceptek; Papír- és Irodaszer Nagykereskedelmi Vállalat, Bp., 1970
- A család szakácskönyve. A Nők Lapjában megjelent receptek; Minerva, Bp., 1973
- Ínyencnaptár (1978; angolul, németül is)
- Főzzünk margarinnal! (1979)
- Művészek főzőkanállal (1981, szerkesztő)
- Gasztronómiai kalauz (1982, Kalmár Tiborral és Szécsi Ágnessel)
- Tejtermékekből télen-nyáron (1982)
- Régi és új ízek (1982)
- A főzőkanál művészei (1982, szerkesztő)
- Saláta ABC (1983)
- Fortélyok főzőkanállal (1983, szerkesztő)
- Tojásból télen-nyáron. 185 recept; IPV, Bp., 1985 (Mini magyar konyha)
- Fiatalok főzőiskolája (1985, aktualizált kiadás 2004)
- A család szakácskönyve. A Nők lapjában megjelent receptek; 4. átdolg., bőv. kiad.; Kossuth–MNOT, Bp., 1986
- Süteményt télen-nyáron (1987)
- Különleges konyha (1988)
- Gyümölcsből télen-nyáron (1988)
- Takarékosan télen-nyáron (1989)
- Befőzés télen-nyáron (Lénárt Verával és Pákozdi Judittal)
- Egyszemélyes szakácskönyv. Kétszáz recept egyedül élőknek; Háttér, Bp., 1990
- Calypso-konyha (1991)
- 33 padlizsán recept (1992)
- Új salátaábécé; Kulturtrade, Bp., 1994
- Dining out in Hungary; angolra ford. Judith Elliott; Corvina, Bp., 1994
- Was isst man in Ungarn?; németre ford. Hannelore Schmör-Weichenhain; Corvina, Bp., 1994
- Húshagyó szakácskönyv; Magyar Világ, Bp., 1997
- Finom falatkák (1998)
- Karcsúsító konyha (1998)
- Görög ízek (1998)
- Szinglik szakácskönyve. 444 recept és sok jó tanács egyedül élőknek; Sík, Bp., 2006
- Régi ízek szakácskönyve (2005)
- Kedvenceim szakácskönyve. Sok recept és jó tanács főzni szeretőknek; Sík, Bp., 2011

## Díjai
- Magyar Köztársasági Arany Érdemkereszt (1997)
- Aranytoll (2004)